# シカゴ18
『シカゴ18』(Chicago 18) は、1986年に発表されたアメリカ合衆国のバンド「シカゴ」の15枚目のアルバム。

## 解説
1984年のマルチ・プラチナ・アルバムである『シカゴ17』に続くアルバムであり、この作品は、バンドの新しい時代の到来を告げるものになった。すなわち、ポスト・ピーター・セテラに当たる時期の始まりである。
1985年にセテラが自分のソロ・キャリアの追求のためにバンドを辞めた後、シカゴは必然的にジェイソン・シェフ（エルヴィス・プレスリーを何年にもわたってバックアップしてきたジェリー・シェフの息子）をメンバーとして迎え入れ、バンドを辞めたセテラの高音域のヴォーカルとベースの穴埋めをすることになった。運命のいたずらで、シェフは、セテラのセカンド・アルバムのオーディションにデモ・テープを送った後に、シカゴと出会ったのだった。シェフの、人並み外れて気味の悪いほど上手にセテラを真似る能力のおかげで、シカゴは延命を図ることができたのである。オリジナル・メンバーのロバート・ラムは、バンドの中では依然として強い発言力を持っていたが、今や、シカゴの歌声のほとんどは、二人の最も新しいメンバーたち、すなわちシェフと、1981年に加入したビル・チャンプリンの声で占められることになったのである。
シカゴのサウンドは、今や1980年代中期のソフト・ロックに強く影響を受けたものになっていた。そのため、彼らはもう一度デイヴィッド・フォスターのプロデュースに従って『シカゴ17』を踏襲するアルバムを作ることにしたのである。フォスターと共に連続して3枚のアルバムを発表した後、シカゴは彼らのサウンドの幅を広げるために、新しいプロデューサーと組むだろうと考えられた。『シカゴ19』では、ラジオが再び積極的に彼らの曲を取り上げたのだが、この時から曲はダイアン・ウォーレンのペンによるものとなっている。
バンドは、「長い夜(25 or 6 to 4)」（48位）のリメイクを最新の技術で録音して発表したが、このリメイク版がチャートを登ることはなかった。ロンボーン奏者のジェイムズ・パンコウが旧録音のラムの曲には共作者としてクレジットされていた。zシカゴは、なんとかバラッド・モードに立ち戻り、続けて「スティル・ラヴ・ミー(Will You Still Love Me?)」（3位）、そして「フェイスフル(If She Would Have Been Faithful...)」（17位）が大きなヒットとなった。新しくバンドに加入したシェフは、これらの3曲すべてでリード・ヴォーカルを担当していた。アルバムでは、短いアカペラの管楽器のリフで演奏したパンコウの「フリー・フライト」をフィーチャーしていた。『シカゴ18』は、ゴールド・ディスクにはなったものの、セテラがバンドを脱退した後、セールス面では明らかに急落する結果となった。（『シカゴ17』は、6つのプラチナ・ディスクを獲得している。）このアルバムのチャート順位は芳しくなく、最高で35位までしか上がらなかった。したがってこの時から、シカゴはシングル・ヒットを飛ばすバンドではあるが、アルバムはほどほどにしか売れないグループだとみなされるようになった。

## 収録曲
1. "ナイアガラ・フォールズ(Niagara Falls)" (Steve Kipner/Bobby Caldwell) ? 3:43　＿Billboard Hot100:87年最高位91位,4th
2. "フォーエヴァー(Forever)" (Robert Lamm/Bill Gable) ? 5:17
3. "フェイスフル(If She Would Have Been Faithful...)" (Steve Kipner/Randy Goodrum) ? 3:51　＿Billboard Hot100:87年最高位17位,3rd
4. "長い夜(25 or 6 to 4)" (Robert Lamm/James Pankow) ? 4:20　＿Billboard Hot100:86年最高位48位,1st
  - 1970年のヒット曲の新録音。オリジナル・バージョンはシカゴ (アルバム)を参照。
5. "スティル・ラヴ・ミー(Will You Still Love Me?)" (David Foster/Tom Keane/Richard Baskin) ? 5:43　＿Billboard Hot100:87年最高位３位,2nd
6. "オーヴァー・アンド・オーヴァー(Over and Over)" (Robert Lamm/James Newton Howard/Steve Lukather) ? 4:20
7. "イッツ・オールライト(It's Alright)" (Bill Champlin/David Foster) ? 4:29
8. "Free Flight" (James Pankow) ? 0:25
  - （クレジットされていない）
9. "二人の絆(Nothin's Gonna Stop Us Now)" (Jason Scheff/Buzz Feiten) ? 4:25
10. "アイ・ビリーヴ(I Believe)" (Bill Champlin) ? 4:20
11. "ワン・モア・デイ(One More Day)" (James Pankow/Carmen Grillo) ? 4:14

『シカゴ18』は、アメリカでは45週間チャート・インしていたが、最高で35位までしか上がらなかった。イギリスではチャート・インしなかった。

## 未収録曲
「When Will the World Be Like Lovers?」 (Robert Lamm/Bill Champlin/Jason Scheff) - 4:24
この曲は、デイヴィッド・フォスターが参加した「シカゴ18」のセッション中に録音されたものだが、結局アルバムには収録されなかった。以後は、オンラインの海賊版で聴くことができる。再録音されたバージョンは1995年のロバート・ラムのアルバム『ライフ・イズ・グッド・イン・マイ・ネイバーフード(Life Is Good In My Neighborhood)』に収録されている。

## パーソネル
- ビル・チャンプリン(Bill Champlin) - キーボード、シンクラヴィア、ボーカル
- ロバート・ラム(Robert Lamm) - キーボード、シンクラヴィア9600、ボーカル
- リー・ラフネイン(Lee Loughnane) - トランペット、ボーカル
- ジェイムズ・パンコウ(James Pankow) - トロンボーン
- ウォルター・パラゼダー(Walter Parazaider) - 木管楽器
- ジェイソン・シェフ(Jason Scheff) - ベース、ボーカル
- ダニー・セラフィン(Danny Seraphine) - ドラムス、パーカッション

### その他のミュージシャン
- マイケル・ランドウ(Michael Landau) - ギター
- バジー・フェイトン(Howard "Buzz" Feiten) - ギター
- トム・キーン(Tom Keane) - キーボード、バックグラウンド・ボーカル
- デイヴィッド・フォスター(David Foster) - ギター、ベース、プログラミング
- ボー・トムリン(Bo Tomlyn) - プログラミング
- レット・ローレンス(Rhett Lawrence) - シンクラヴィア・プログラミング
- レヴェレンド・デイブ・ボロフ(Reverend Dave Boruff) - プログラミング
- マイケル・ボディッカー(Michael Boddicker) - プログラミング
- スティーヴ・ルカサー(Steve Lukather) - プログラミング
- ジョン・ジョイス(John Joyce) - 指揮
- ジェラルド・ヴィンチ(Gerald Vinci) - コンサートマスター
- ベティ・ジョイス、フェリシア・パラゼダー、ローリー・パラゼダー、ジェイソン・パソル、ミヒャーン・トラン、ピーター・ウェイド、アリッツァー・ワイナー、メロディ・ライト- コーラス